# Enrique Anderson Imbert

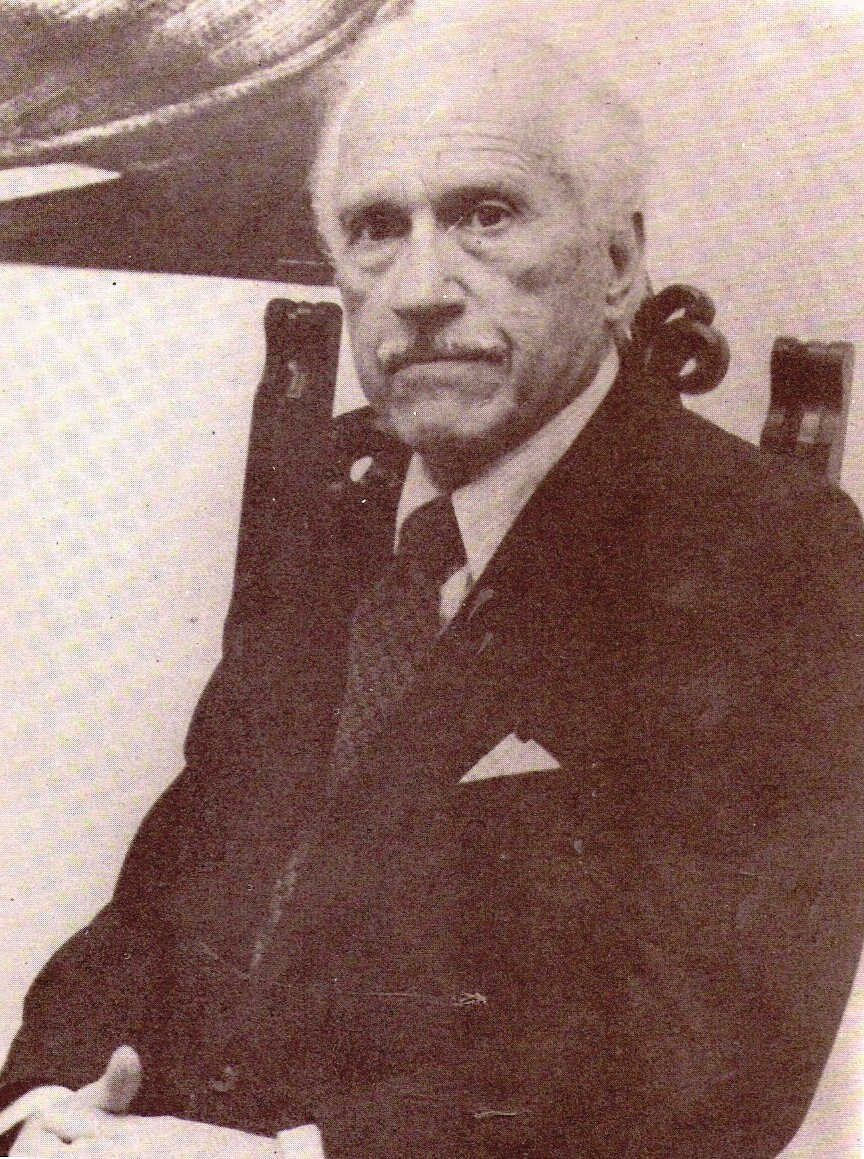
Enrique Anderson Imbert

Enrique Anderson Imbert (Córdoba, 12 de fevereiro de 1910 - Buenos Aires, 6 de dezembro de 2000) foi um escritor, ensaista e professor universitário argentino.
Nascido em Córdoba, desde os quatro anos de idade viveu em Buenos Aires e, após os oito, viveu em La Plata. Estudou no Colégio Nacional dessa cidade e, após um tempo, na Universidade de Buenos Aires, onde ingressou com 18 anos. Foi aluno de Pedro Henríquez Ureña em filologia e de Alejandro Korn em filosofia.
Em 1930, começou a ensinar na Universidade Nacional de Cuyo e, posteriormente, até 1947, na Universidade Nacional de Tucumán. Ao mesmo tempo, era editor da seção literária do jornal socialista La Vanguardia, de Buenos Aires. Destituído de seu cargo em Tucumán com o advento do governo de Juan Domingo Perón, se mudou para os Estados Unidos, onde trabalhou na Universidade de Columbia. Ainda em 1947, começou a ensinar na Universidade de Michigan, onde permaneceria até 1965. Neste ano, foi designado professor de literatura hispânica da Universidade de Harvard, cargo que manteria até 1980. Foi eleito membro da Academia Argentina de Letras em 1979.
Após deixar suas atividades docentes, Anderson Imbert continuou com sua paixão pela literatura, escrevendo em diversos gêneros literários. Todos os anos, regressava durante uns meses a Buenos Aires, onde faleceu em dezembro do ano 2000. Em seus últimos dias, finalizou um pequeno conto: a história de um violinista que, a ponto de começar um concerto que definiria sua carreira, descobre que se esqueceu da partitura.
Durante toda sua vida, Anderson Imbert, defendeu sua adesão ao socialismo.

## Obra
São respeitados seus ensaios sobre a história literária hispano-americana e seus estudos sobre Domingo Faustino Sarmiento e Rubén Darío. É também autor de novelas e de livros de contos. Suas principais obras são:
Ensaios:
- Historia de la literatura hispanoamericana (1954).
- Spanish american literature: a history (1963, em dois volumes).
- El realismo mágico y otros ensayos (1979).
- La crítica literaria y sus otros métodos (1979).
- Mentiras y mentirosos en el mundo de las letras (1992).

Livros de contos:
- El Grimorio (1961).
- La locura juega al ajedrez (1971).
- Los primeros cuentos del mundo (1978).
- Anti-story: an anthology of experimental fiction (1971).
- Imperial messages (1976).